# Foreigner (album de Foreigner)
Albums
Double Vision
(1978)
Singles
1. Feels Like the First Time
Sortie : 26 mars 1977
2. Starrider
Sortie : 1977
3. Cold as Ice
Sortie : 23 juillet 1977
4. Long, Long Way From Home
Sortie : Novembre 1977

Foreigner est le premier album studio du groupe de rock britannico-américain éponyme. Il est sorti le 8 mars 1977 sur le label Atlantic Records et a été produit par John Sinclair, Gary Lyons, Mick Jones et Ian McDonald.

## Historique
Cet album fut enregistré à New York dans les studios The Hit Factory et Atlantic. À sa sortie, il connut un succès modeste mais connaitra rapidement le succès grâce à la popularité des deux premiers tubes Feels Like The First Time et Cold As Ice.
La pochette de l’album est un dessin figurant les six membres du groupe, debout côte à côte, habillés avec des allures d’immigrants, devant les rails d’un chemin de fer, Foreigner signifiant « étranger ».
L'album s'est classé 4e au Billboard 200. Il a été certifié quintuple disque de platine aux États-Unis par la Recording Industry Association of America (RIAA) et disque de platine au Canada.

## Liste des titres
| 1. | Feels Like the First Time | Mick Jones          | 3:12 |
| 2. | Cold as Ice               | Jones, Lou Gramm    | 3:20 |
| 3. | Starrider                 | Jones, Al Greenwood | 4:02 |
| 4. | Headknocker               | Jones, Gramm        | 2:59 |
| 5. | The Damage Is Done        | Jones, Gramm        | 4:22 |

| 1. | Long, Long Way from Home | Jones, Gramm, Ian McDonald | 2:52 |
| 2. | Woman Oh Woman           | Jones                      | 3:48 |
| 3. | At War with the World    | Jones                      | 4:27 |
| 4. | Fool for You Anyway      | Jones                      | 4:21 |
| 5. | I Need You               | Jones, Gramm               | 5:12 |

| 11. | Feels Like the First Time (Démo) | Jones | 3:40 |
| 12. | Woman Oh Woman (Démo)            | Jones | 4:14 |
| 13. | At War with the World (Démo)     | Jones | 5:00 |
| 14. | Take Me to Your Leader (Démo)    | Jones | 3:40 |

## Personnel
- Lou Gramm: chant
- Mick Jones: guitare solo, claviers, chant sur Starrider et Woman Oh Woman, chœurs
- Ian McDonald: guitare rythmique, claviers, cuivres, chœurs
- Al Greenwood: claviers, synthétiseurs
- Ed Gagliardi: basse, chœurs
- Dennis Elliott: batterie, percussions

## Personnel additionnel
- Ian Lloyd: chœurs

## Charts et certifications
| Pays       | Durée du classement | Position |
| ---------- | ------------------- | -------- |
| Canada     | 52 semaines         | 9e       |
| États-Unis | 113 semaines        | 4e       |

| Pays       | Certification | Ventes      | Date       |
| ---------- | ------------- | ----------- | ---------- |
| Canada     | Platine       | 100 000 +   | 01/06/1978 |
| États-Unis | 5 × Platine   | 5 000 000 + | 06/11/2000 |

### Charts singles
| Date        | Single                    | Chart            | Durée du classement | Position |
| ----------- | ------------------------- | ---------------- | ------------------- | -------- |
| 1977 - 1978 | Feels Like the First Time | Hot 100          | 22 semaines         | 4e       |
| 1977 - 1978 | Feels Like the First Time | RPM Top Singles  | 17 semaines         | 7e       |
| 1977 - 1978 | Feels Like the First Time | UK Singles Chart | 6 semaines          | 39e      |
| 1977 - 1978 | Cold As Ice               | Hot 100          | 21 semaines         | 6e       |
| 1977 - 1978 | Cold As Ice               | (W) Ultratop     | 1 semaine           | 49e      |
| 1977 - 1978 | Cold As Ice               | (V) Ultratop     | 4 semaines          | 20e      |
| 1977 - 1978 | Cold As Ice               | RPM Top Singles  | 21 semaines         | 9e       |
| 1977 - 1978 | Cold As Ice               | Mega Top 50      | 11 semaines         | 10e      |
| 1977 - 1978 | Cold As Ice               | UK Singles Chart | 10 semaines         | 24e      |
| 1977 - 1978 | Long, Long Way from Home  | Hot 100          | 14 semaines         | 20e      |
| 1977 - 1978 | Long, Long Way from Home  | RPM Top Singles  | 11 semaines         | 7e       |